# Vjenceslav Šoić
Vjenceslav Šoić (Bakar, 27. rujna 1814. – 11. siječnja 1891.) bio je hrvatski biskup.

## Životopis
Rođen je u Bakru 27. rujna 1814. godine. Njegov otac bio je pomorski kapetan Lovro, a majka Vazmoslava, rođ. Randić. Imali su još troje djece. Nakon završetka osnovne škole u Bakru, Šoić je pohađao hrvatsku gimnaziju u Rijeci te biskupski licej u Senju. Tamo ga je 1839. zaredio biskup Mirko Ožegović. Mladu misu slavio je 17. svibnja 1839. u Bakru. Zatim odlazi prvo u Beč, a potom u Peštu na daljnje obrazovanje. Tamo doktorira filozofiju i teologiju. Od 1841. bio je duhovnik i profesor staroslavenskog jezika u sjemeništu u Senju. Kasnije postaje župnik u Bakru.
Godine 1848. bio je poslanik grada Bakra u saboru Kraljevine Hrvatske, Slavonije i Dalmacije. Od 1853. kanonik je stolnog kapitula modruškoga te od 1854. arhiđakon bakarski te transalbinski. Godine 1858. imenovan je generalnim vikarom i kanonikom lektorom senjskoga kapitula. Iste godine imenovan je biskupom beogradskim i smederevskim. Od 1860. do 1873. bio je virilni član Sabora. Godine 1861. imenovan je koadjutorom Senjsko-modruške biskupije. U siječnju 1869. ustoličen je za biskupa.
Godine 1875. napušta biskupsku stolicu te se vraća u svoj rodni grad. Iste je godine dobio naslov počasnoga biskupa lorenskoga. Strossmayer ga je kasnije pozivao da se preseli k njemu u Đakovo, ali je on to odbijao.

### Članci
- Polić, Maja. 2009. Prilog o biskupima zapadne Hrvatske u korespodenciji Rački - Strossmayer. Riječki teološki časopis. Riječki teološki časopis. Rijeka. 33 (1): 95–118